# Xenohyus
Xenohyus був вимерлим родом свиневих, який жив у міоцені в Європі (Франція).